# Antonio Rattín
Antonio Ubaldo Rattín (* 16. Mai 1937 in Tigre, Provinz Buenos Aires) ist ein ehemaliger argentinischer Fußballspieler und Politiker.

## Leben
Der Mittelfeldspieler, der „El Rata“ (Die Ratte) genannt wurde, spielte zeitlebens für Boca Juniors, für die er 1956 sein Debüt feierte. Er bestach durch sein solides, ruhiges und abgeklärtes Spiel. Mit seinem Team konnte er in den Jahren 1962, 1964 und 1965 die Meisterschaft und 1969 den Pokal gewinnen.
Für die argentinische Nationalmannschaft lief er insgesamt 34 mal auf und gehörte zum WM-Kader 1962 und, als Mannschaftsführer, auch 1966. Im Viertelfinalspiel 1966 gegen England wurde er wegen ständigen Meckerns vom deutschen Schiedsrichter Rudolf Kreitlein vom Platz gestellt. Darüber regte sich Rattín aber gewaltig auf und weigerte sich, vom Platz zu gehen. Zwei Polizisten mussten ihn schließlich von der Spielfläche entfernen. In diesem Spiel brachte diese Unterbrechung das Fass zum Überlaufen. England gewann die Begegnung mit 1:0, die Folge war aber eine langjährige Rivalität zwischen den beiden Mannschaften, die über das Übliche hinausging.
Rattín beendete 1970 seine Karriere nach insgesamt 353 Spielen und 26 Toren für die Boca Juniors. Er wurde dann Jugendtrainer zunächst seines Vereins und später von Gimnasia y Esgrima de La Plata, ohne aber an seine Erfolge als Spieler anknüpfen zu können. Er gilt noch heute als einer der größten Spieler, die je bei Boca Juniors gespielt haben.
Von 2001 bis 2005 war Rattin Abgeordneter im Argentinischen Nationalkongress.